# Ес-Сура
Ес-Сура, Савара (англ. al-Surah; Sawarah, араб. الصورة) — поселення в Сирії, що складає невеличку друзьку общину в нохії Ель-Хірак, яка входить до складу мінтаки Ізра в південній сирійській мухафазі Дар'а.